# Dialogue (ダイアローグ)
「Dialogue（ダイアローグ）」は、Salyuの2枚目のシングルである。
2004年10月27日発売。

## 概要
- CD EXTRA仕様で「Dialogue」のPVを収録。
- PV監督は丹下紘希。「SPACE SHOWER Music Video Awards 05」において「BEST NEW ARTIST VIDEO」を受賞

シングル名称、タイトル曲名称ともに括弧付きの『Dialogue（ダイアローグ）』である。

## 収録曲
1. Dialogue（ダイアローグ） （5:15）
  - 作詞：小林武史・Salyu、作曲・編曲：小林武史
2. 光りの束（4:36）
  - 作詞・作曲・編曲：小林武史

## 収録アルバム
- 『landmark』 (#1)

## カバー
Dialogue（ダイアローグ）
- ビッケブランカ（2024年12月18日、トリビュート・アルバム『Salyu 20th Anniversary Tribute Album "grafting"』に収録）

## タイアップ
- 「Dialogue (ダイアローグ)」：テレビ東京系『JAPAN COUNTDOWN』2004年11月度エンディングテーマ